# 후두르
후두르(소말리어: Xuddur)는 소말리아 남부에 위치한 도시로, 바콜 주의 주도이며 인구는 12,000명이다. 에티오피아와 국경을 접하는 지점에 위치한다.